# Marcin Borski
Marcin Borski (* 13. April 1973) ist ein ehemaliger polnischer Fußballschiedsrichter. Er ist seit 1999 Erstliga-Schiedsrichter in Polen und seit 2006 auf der FIFA-Liste. Er ist als einziger polnischer Schiedsrichter für die Fußball-Europameisterschaft 2012 nominiert.
Borski arbeitete als Analyst für die Warschauer Wertpapierbörse und das Finanzministerium von Polen, bis er 2008 ein Profi-Schiedsrichter wurde.
Im April 2008 wurde Marcin Borski Teilnehmer des UEFA-Talentprogramms, das junge, vielversprechende Schiedsrichter in ihrer Entwicklung unterstützen soll. Er nahm an zwei Jahre an diesem Programm teil. Im April 2009 wurde er von der Zeitschrift Pilka Nozna als bester Schiedsrichter der Saison 2008/09 in der polnischen ersten Liga gewählt. Im Dezember 2011 wurde er von der UEFA als vierter Offizieller für das EM-Turnier 2012 nominiert. Gleichzeitig wurde er in die zweithöchste UEFA Schiedsrichterkategorie Elite Development befördert.